# Distretto di In Aménas
Il distretto di In Aménas è un distretto della provincia di Illizi, in Algeria.

## Comuni
Il distretto di In Aménas comprende 3 comuni:
- In Aménas
- Bordj Omar Driss
- Debdeb